# 林里奧克山
12°12′02″S 75°49′25″W / 12.20056°S 75.82361°W
林里奧克山（Rinriyuq），是秘魯的山峰，位於該國中南部利馬大區，由萬卡亞區和維蒂斯區負責管轄，屬於秘魯中部山脈的一部分，海拔高度4,600米。